# Station Purworejo
Purworejo is een spoorwegstation in de gelijknamige plaats Purworejo in de Indonesische provincie Midden-Java.